# Vincly
Vincly település Franciaországban, Pas-de-Calais megyében. Lakosainak száma 149 fő (2022. január 1.). Vincly Reclinghem, Beaumetz-lès-Aire, Bomy, Matringhem és Mencas községekkel határos.

## Népesség
A település népessége az elmúlt években az alábbi módon változott:
| Lakosok száma | 156  | 151  | 157  | 158  | 161  | 156  | 154  | 151  | 149  |
|               | 2013 | 2015 | 2016 | 2017 | 2018 | 2019 | 2020 | 2021 | 2022 |